# 政策合法化
政策合法化（英語：policy legitimation），是在公共政策領域中政策過程的一個階段，是指政府機關制定解決公共議題的解決方案後，依照法定程序將方案提交批核單位的過程，如行政首長、立法機關。政策順利合法化後，便進入執行階段。
Charles O. Jones將「政策合法化」區分成2個層次的定義，一為「合法性」（英語：legitimacy），即政策取得正當性與人民認同；另一為「合法化」（英語：legitimation），即政策依取得合法地位的過程。
然而，在許多學者理論中，如James Anderson的五階段論中，不使用政策合法化一詞，而是使用政策採納（英語：policy adoption）。

## 政策合法化的策略
Horn等學者將政策合法化的策略主要分成三種策略，下又各分成三個子策略：
1. 包容性策略（英語：inclusionary strategies）
  1. 諮商：為爭取支持採取的諮詢
  2. 建立同盟（英語：coalition）：爭取各個行為者支持，建立聯盟關係
  3. 妥協：透過議價妥協，尋求不同立場參與者的支持
2. 排除性策略（英語：exclusionary strategies）
  1. 繞道：政策不碰觸會產生阻礙的重大爭議
  2. 保持秘密（英語：secrecy）：不公開政策內容
  3. 欺騙：欺騙他人，以獲得對政策合法化的支持
3. 說服性策略（（英語：persuasive strategies）
  1. 雄辯：運用雄辯技巧，在情感上訴諸民眾支持
  2. 政策分析（英語：policy analysis）：透過政策分析資訊說服他人
  3. 抗議：使用抗議手段